# Дорофеев, Георгий Владимирович
Георгий Владимирович Дорофеев (1938—2008) — советский и российский педагог-математик, методист, автор концепции гуманитаризации математического образования.

## Биография
Родился в Москве в 1938 году, после войны жил в Евпатории, окончил 10-ю Мужскую среднюю школу с золотой медалью. Окончил с отличием механико-математический факультет МГУ им. М. В. Ломоносова (1959). Аспирант механико-математического факультета МГУ (1959―1962).

Ученик А. И. Ширшова. Работал в отделении машинного перевода Московского государственного лингвистического университета (с 1962), на кафедре алгебры Московского государственного педагогического университета (с 1968). В течение многих лет руководил Отделом математического образования в НИИ содержания и методов обучения Российской академии образования (1986—2008). Автор концепции гуманитаризации математического образования, направленной на облегчение процесса обучения учеников математике. Девиз Г. В. Дорофеева: 
Не ученик для математики, а математика как наука для ученика.

## Награды и премии
Лауреат премии Президента РФ в области образования (2002).

## Из библиографии
Автор 53 книг по обучению математике и многих научных статей по математике. 
Совместно с М. К. Потаповым и Н. X. Розовым подготовил книгу «Пособие по математике для поступающих в вузы» (1960), которая неоднократно переиздавалась (на протяжении 40 лет). 
Руководитель авторского коллектива школьных учебников математики для 5—6 классов нового поколения непрерывного курса математики «Учусь учиться» в соавторстве с Л. Г. Петерсон), по алгебре для 7—9 классов и по алгебре и началам математического анализа для 10—11 классов,  учебника для 5–6 классов.